# 亀井茲休
亀井 茲休（かめい これやす）は、江戸時代中期の石見国津和野藩の世嗣。通称は直八郎。

## 略歴
6代藩主・亀井茲胤の長男として誕生した。父が死去した時は幼少だったため、家督を継いだ7代藩主・亀井矩貞の養子となる。明和3年（1766年）、徳川家治に御目見するが、まもなく早世した。享年17。
代わって、矩貞の長男の矩賢が嫡子となった。